# الرقه العليا (حبيل جبر)

تعديل مصدري - تعديل

الرقه العليا هي إحدى قرى عزلة حبيل جبر بمديرية حبيل جبر التابعة لمحافظة لحج، بلغ تعداد سكانها 172 نسمة حسب تعداد اليمن لعام 2004.